# 우마지촌
우마지촌(일본어: 馬路村)은 일본 고치현 아키군의 촌이다.
고치현 35개 시정촌 중에서 인구가 2번째로 적다. 여러 번 있었던 시정촌 합병 기회도 주민의 반대가 많아 합병 협의를 번번이 이탈하는 등 주민의 자립 의식이 높은 것이 특징이다.

## 지리
고치현 동부의 1,000m급 산들로 둘러싸인 산간에 위치한다. 우마지 지구와 야나세 지구로 나뉘어 있고 두 지구 간 왕래는 도로의 형편상 기타가와촌을 경유하게 된다. 면적의 96%를 산림이 차지하고 있고 국유림이 차지하는 비율은 75%에 이른다.

### 기후
산간부로 대륙성 기후이지만 태평양에서 발생하는 쿠로시오 해류의 습기찬 기류가 시코쿠 산지에 부는 영향으로 비가 많다. 야나세의 우량 관측소에 의한 연평균 강수량은 4,000mm를 넘어 일본에서도 유수한 다우 지대이다.

### 인접한 자치체
- 고치현
  - 아키시
  - 아키군 야스다정, 기타가와촌

- 도쿠시마현
  - 나카군 나카정
  - 가이후군 가이요정

## 역사
- 1889년 - 우마지촌, 야나세촌이 합병해 현재의 우마지촌이 되었다.

## 경제
주요 산업은 농업, 임업, 관광업이다.